# Wartislaw († 1184)
Wartislaw (* nach 1160; † 17. Februar 1184) war ein Prinz aus dem in Pommern regierenden Greifenhaus. 
Er war der zweite Sohn des pommerschen Herzogs Bogislaw I. und dessen erster Gemahlin. Aus dem Jahre 1182 ist eine Urkunde überliefert, in der Herzog Bogislaw I. mit Einwilligung seiner Söhne Ratibor und Wartislaw („consentientibus filiis nostris Ratiburone et Wartizlao“) Schenkungen zur Gründung des Klosters Broda bestätigt. Daraus kann geschlossen werden, dass Wartislaw, ebenso wie sein älterer Bruder Ratibor, damals erwachsen war. 
Wartislaw starb im Jahre 1184, etwa ein Jahr nach seinem älteren Bruder Ratibor und drei Jahre vor seinem Vater Bogislaw I. Von einer Heirat Wartislaws ist nichts bekannt. Er wurde im Kloster Grobe bestattet, wie in einer Urkunde erwähnt ist.